# 费尔维尤 (犹他州)
费尔维尤（英文：Fairview），是美国犹他州桑皮特县下属的一座城市。建市于 1859年，面积大约为1.24平方英里（3.2平方公里），海拔约为6,948英尺（2,118米）。根据2010年美国人口普查，该市有人口1,247人。